# ジャスト・グッド・フレンズ
「ジャスト・グッド・フレンズ」 (Just Good Friends)はマイケル・ジャクソンの楽曲。1987年のアルバム『バッド』の5曲目に収録されている。

## 解説
スティービー・ワンダーとのデュエット曲。マイケルとスティービーの共演はWe Are The World以来。
『バッド』のアルバムの中では「マン・イン・ザ・ミラー」とともにマイケルが書いていない楽曲の一つ。
1988年にはスティービーのアルバム『キャラクターズ』に新たなデュエットナンバー「ゲット・イット」が収録された。